# Славне (Горлівський район)
Сла́вне — селище Хрестівської міської громади Горлівського району Донецької області, Україна. Населення становить 249 осіб.

## Загальні відомості

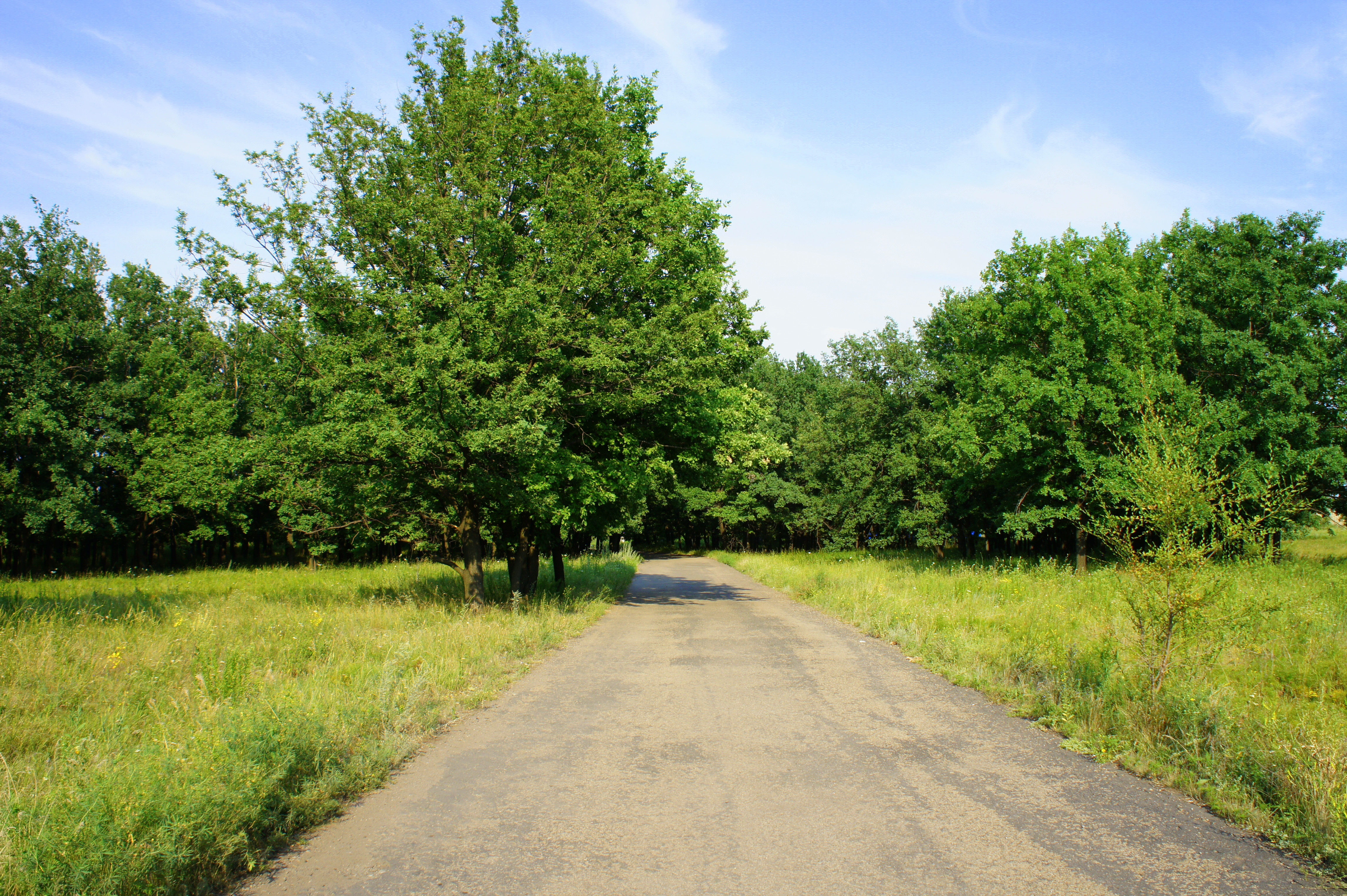
Головна дорога до Славного

Відстань до райцентру становить близько 26 км і проходить автошляхом Т 0517.
Землі села розташовані між с. Ольховатка Бахмутський район та м. Бунге, Єнакієвська міська рада Донецької області.
Неподалік від села розташований лісовий заказник місцевого значення Урочище Плоске.
Унаслідок російської військової агресії із серпня 2014 р. Славне перебуває на території ОРДЛО.

## Населення

### Мова
Розподіл населення за рідною мовою за даними перепису 2001 року:
| Мова            | Кількість | Відсоток |
| --------------- | --------- | -------- |
| російська       | 146       | 58.63%   |
| українська      | 101       | 40.56%   |
| інші/не вказали | 2         | 0.81%    |
| Усього          | 249       | 100%     |